# اسپات: ماجراجویی جالب
«اسپات: ماجراجویی جالب» (انگلیسی: Spot: The Cool Adventure) یک بازی ویدئویی در سبک سکوبازی است که توسط ویرجین اینتراکتیو و در سال ۱۹۹۲ و در پلت‌فرم گیم بوی منتشر شده‌است.